# Sisygambis

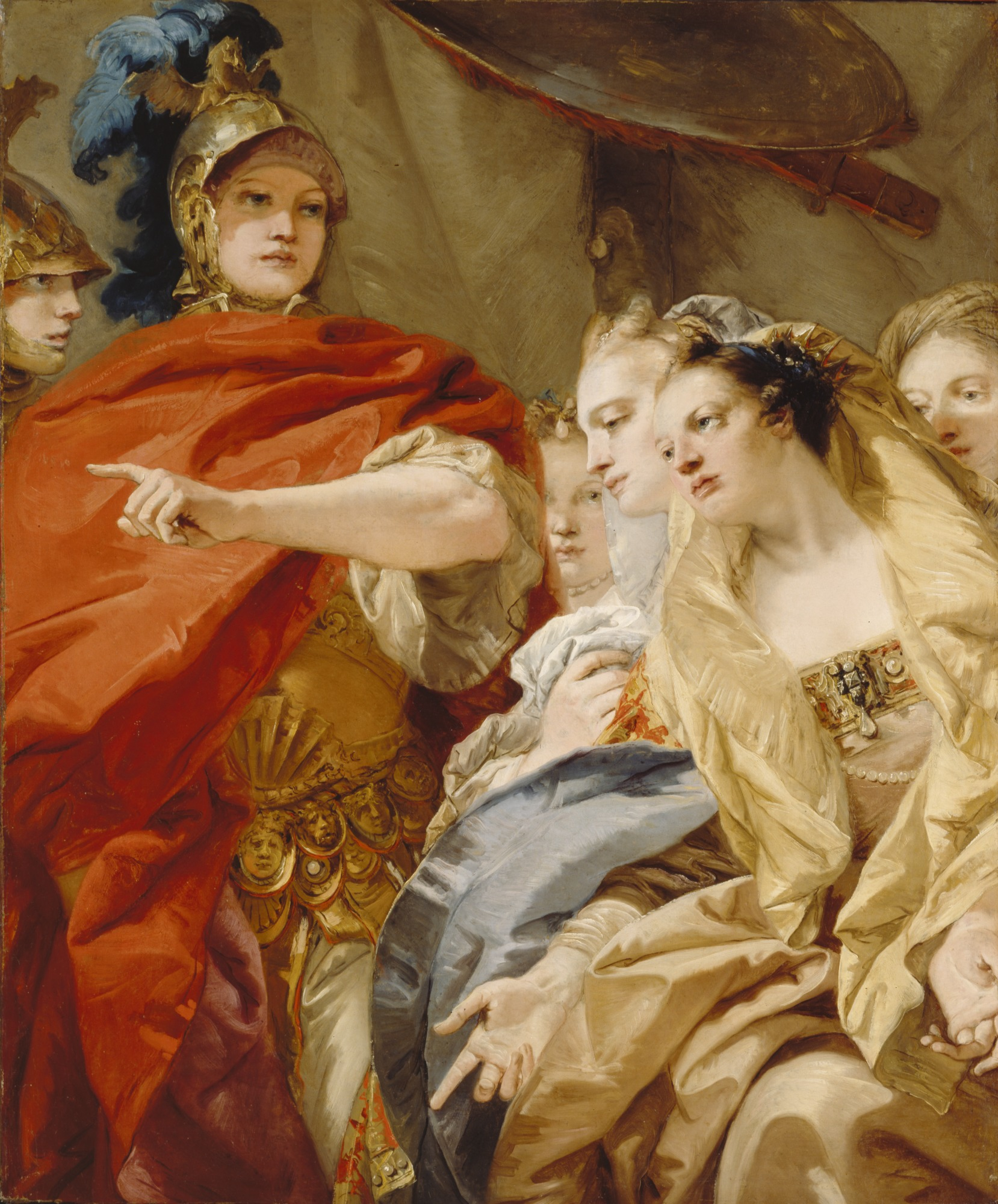
Die Großmut Alexanders gegenüber Mutter, Frau und Töchtern des Dareios, Gemälde von Giovanni Domenico Tiepolo, um 1750–1753

Sisygambis (altgriechisch Σισύγαμβις; * um 400 v. Chr.; † 323 v. Chr.) war die Mutter des aus der Dynastie der Achämeniden stammenden persischen Königs Dareios III., der von Alexander dem Großen besiegt wurde.

## Leben
Sisygambis war wohl die Tochter von Ostanes, einem jüngeren Bruder des persischen Königs Artaxerxes II., sowie die Schwester und Gemahlin des Arsames (Arsanes). Sie gebar außer Dareios III. einen weiteren Sohn Oxyathres sowie wahrscheinlich eine Tochter Stateira, die Schwestergemahlin des Dareios, und vier weitere Kinder.
Als Dareios III. sich 333 v. Chr. persönlich zum Kampf gegen den in sein Reich eingefallenen Alexander den Großen aufmachte, wurde er gemäß persischer Sitte von Familienmitgliedern, nämlich seiner Mutter, seiner Gemahlin Stateira, seinen zwei erwachsenen Töchtern Stateira und Drypetis und einem kleinen Sohn, begleitet. Diese gerieten nach der persischen Niederlage in der Schlacht bei Issos in die Gefangenschaft des siegreichen Makedonenkönigs, während Dareios III. selbst flüchten konnte. Sisygambis und die anderen gefangenen Frauen der persischen Königsfamilie dachten anfangs fälschlicherweise, dass Dareios III. gefallen sei, und erhoben lautes Klagegeschrei, bis ihnen Alexander durch seinen Kameraden Leonnatos versichern ließ, dass der persische Herrscher noch lebe. Am nächsten Tag ging Alexander persönlich zusammen mit seinem Freund Hephaistion in ihr Zelt. Sisygambis glaubte zuerst aufgrund der Körpergröße von Hephaistion, dass dieser der König sei, und warf sich vor ihm zu Boden, wurde aber daraufhin über ihren Irrtum aufgeklärt. Die Episode von Alexanders persönlichem Besuch bei der persischen Königinmutter wurde laut Arrian von den Alexanderhistorikern Ptolemaios und Aristobulos nicht erwähnt.
Alexander behandelte Sisygambis wie auch die anderen in seiner Gewalt befindlichen königlichen Frauen äußerst zuvorkommend und ehrerbietig. Während der Schlacht von Gaugamela (1. Oktober 331 v. Chr.) konnten die Perser anfangs auf ihrem rechten Flügel durchbrechen und das makedonische Lager plündern. Die dort befindliche Sisygambis ließ sich angeblich nicht dazu überreden, einen Fluchtversuch zu unternehmen. Nachdem Alexander auch bei Gaugamela den Sieg davongetragen hatte und danach u. a. durch Babylon und Susa gezogen war, ließ er Sisygambis in Susa zurück, wo sie Griechisch-Kenntnisse erwerben sollte. Der makedonische Eroberer zog unterdessen Anfang 330 v. Chr. gegen das in der Persis wohnende, kriegerische Bergvolk der Uxier und konnte es mit Mühe unterwerfen. Sisygambis soll sich für die Uxier und deren Fürsten Madates, der mit ihrer Nichte verheiratet war, bei Alexander eingesetzt haben. Das bezwungene Volk blieb jedenfalls im Wesentlichen unbehelligt. Nachdem Dareios III. im Juli 330 v. Chr. ermordet worden war, empfing Sisygambis wahrscheinlich in Susa den ihr von Alexander übersandten Leichnam ihres Sohnes, der mit allen Ehren bestattet wurde.
Mit der Zeit hatte Sisygambis zu dem Makedonenkönig eine tiefe mütterliche Zuneigung gefasst und soll über seinen im Juni 323 v. Chr. erfolgten Tod so schmerzlich berührt gewesen sein, dass sie durch freiwilliges Fasten ihrem Leben ein Ende setzte.